# Dornier Do 26
Dornier Do 26 foi um hidroavião fabricado pela Alemanha, com as asas projetadas no estilo "asas de gaivota,"   utilizado antes e durante a II Guerra Mundial. Transportava quatro tripulantes e quatro passageiros ou uma carga útil de 500 kg e operava na rota Lisboa - Nova Iorque.

## Projeto e desenvolvimento
O elegante DO 26, algumas vezes referido como "o mais bonito hidroavião já construído," era de construção totalmente metálica. A fuselagem tinha uma quilha central e as asas eram em configuração de asa de gaivota. Após a decolagem os seus flutuadores retráteis eram recolhidos para compartimentos localizados no interior das asas.
Seus quatro motores, Junkers Jumo 205C a diesel, foram montados nas "articulações" das asas aos pares e em linha. As duas hélices tratoras dos motores dianteiros "puxavam" a aeronave para frente, enquanto que, as duas hélices traseiras impulsoras a "empurravam." Os motores traseiros podiam ser deslocados 10º para cima durante o pouso e a decolagem para evitar que as hélices frontais fossem atingidas por respingos de água. A cauda tinha desenho convencional com profundores nos estabilizadores horizontais e um leme vertical.

## Histórico operacinal

### Pré guerra
Em 1937 a Deutsche Lufthansa encomendou três Do 26, que foram concebidos para serem lançados por catapultas de navios de abastecimento, para serviço de correio aéreo transatlântico. O primeiro, do 26 A D-AGNT V1 Seeadler ( "Águia marinha"), foi pilotado em seu voo inaugural pelo capitão-aviador Erich Gundermann em 21 de maio de 1938. Foi seguido em 23 de novembro de 1938 pelo D-AS V2 Seefalke ( "Falcão marinho" ), pilotado por Capitão-aviador Egon Fath. Ambos foram concluídos e entregues a Deutsche Lufthansa antes da eclosão da II Guerra Mundial. Devido à oposição dos Estados Unidos, a Deutsche Lufthansa não operou essas aeronaves na rota transatlântica. Em 1939 foram utilizados para o correio aéreo entre Bathurst e Natal na África do Sul. O terceiro avião, o Do 26 B D-ASRA Seemöwe ( "gaivota") foi concluído pouco antes do início da II Guerra Mundial.
Uma notável missão civil do Do 26 foi realizada pelo V2 Seefalke, em 14 de fevereiro de 1939. O veterano piloto da Lufthansa Capitão Schack Graf von Wittenau embarcou em um voo de ajuda humanitária, levando 580 kg de suprimentos médicos para as vítimas de um terremoto no Chile em um voo de 10.700 km que  durou 36 horas.

### II Guerra Mundial
Com o início da II Guerra Mundial, todos os três aviões da Deutsche Lufthansa foram requisitados para o serviço militar em 1939, passando a ser denominados respectivamente, P5+AH, P5+BH e P5+CH. Três novos Do 26 (V4 - V6) foram construídos como do 26C para a Luftwaffe com motores Junkers Jumo 205 D mais potentes (880 Cv); os três aviões originais foram similarmente convertidos para o serviço militar. Seu armamento consistia de um canhão de 20 milímetros MG 151/20 e três metralhadoras de 7,92 milímetros MG 15.

### Campanha da Noruega
Os Do 26 serviram em abril - maio de 1940 na Operação Weserübung na Campanha da Noruega, transportando suprimentos, tropas e feridos de e para as forças alemãs isoladas em Narvik, sob o comando do general Eduard Dietl. Durante esta campanha três deles foram perdidos.
Em 8 de maio de 1940 o V2 (ex-Seefalke), foi abatido por três Blackburn Skuas do 803 Naval Air Squadron Royal Navy lançados do porta-aviões HMS Ark Royal (91), enquanto transportava 18 Gebirgsjägers (infantaria de montanha) ao front de Narvik. Após o combate o V2 fez um pouso forçado  em Efjorden (Ballangen). Seu piloto, Schack Graf von Wittenau, a tripulação e 18 soldados foram capturados após um sangrento combate com as forças norueguesas. Um dos Skuas, pilotado pelo Sub-Tenente Philip Noel Charlton futuro às da Fleet Air Arm, foi atingido pelo V2 e fez um pouso de emergência em Tovik próximo a Harstad.
Em 28 de maio de 1940, o V1 (ex Seeadler) e o V3 (ex Seemöwe) foram atacados logo após pousarem por três Hawker Hurricane da RAF liderados pelo tenente neozelandês PG "Pat" Jameson incendiando-se e afundando nas águas de Sildvik em Rombaksfjord próximo à Narvik. Três obuses destinados às forças alemãs que lutavam nas montanhas a leste de Narvik foram perdidas neste ataque. Um obus foi recuperado de uma das aeronaves antes que esta fosse perdida.

## Fim da guerra
O V5 acidentou-se em 16 de novembro de 1940, matando sua tripulação após o lançamento noturno pela catapulta do navio Friesenland  em Brest. Em 1944, o V4 e o V6 foram enviadas a uma unidade de testes (alemão: Erprobungsstelle) em Travemünde, Lübeck, Alemanha. O destino destas aeronaves é incerto.

## Variantes
Do 26A
Dois protótipos, denominado V1 (D-AGNT Seeadler) e V2 (D-AS Seefalke).
Do 26B
Terceiro protótipo, chamado V3 (D-ASRA Seemöwe)
Do 26C
Variante militar para a Luftwaffe, movidos por motores Jumo 205D e armado com três metralhadoras MG15 de 7,92 mm e um canhão de 20mm MG151/20. Três destas aeronaves foram construídas. V1, V2 e V3 foram adaptadas para esta configuração.

## Operadores
Alemanha
Deutsche Lufthansa
operou dois Do 26A e um Do 26B entre 1938 e 1939.
Luftwaffe
operou com todos os seis aviões.

## Especificações

### Do 26A civil
Características gerais
- Tripulação: 4
- Carga útil: 500 kg (1 100 lb)
- Comprimento: 24,5 m (80,4 ft)
- Envergadura: 30 m (98,4 ft)
- Altura: 6,9 m (22,6 ft)
- Área alar: 120 m² (1 290 ft²)
- Peso vazio: 10 200 kg (22 500 lb)
- Peso na decolagem: 20 000 kg (44 100 lb)
- Motorização: 4 x motores a pistão diesel Junkers Jumo 205C de 600 hp (447 kW)

Performance
- Velocidade máx.: 335 km/h (181 kn)
- Velocidade de cruzeiro: 310 km/h (167 kn)
- Alcance: 9 000 m (29 500 ft)
- Teto de serviço: 4 600 m (15 100 ft)

### Do 26V6
- Tripulação: 4
- Carga útil: 500 kg (1 100 lb) ou 12 soldados totalmente equipados
- Comprimento: 24,6 m (80,7 ft)
- Envergadura: 30 m (98,4 ft)
- Altura: 6,85 m (22,5 ft)
- Área alar: 120 m² (1 290 ft²)
- Peso vazio: 11 300 kg (24 900 lb)
- Peso carregado: 22 500 kg (49 600 lb)

4 x motores a pistão diesel Junkers Jumo 205D de 880 hp (656 kW)
Performance
- Velocidade máx.: 324 km/h (175 kn)
- Alcance: 7 100 m (23 300 ft)

Armamento
- Canhões/Metralhadoras: 1 x canhão MG 151/20 de 20 mm (0,787 in)
3 x metralhadoras MG 15 de 7,92 mm (0,312 in)

## Sobreviventes
- Os destroços do V1 Seeadler e V3 Seemöwe foram localizados nas águas norueguesas de Narvik após a guerra.
- Destroços do Seemöwe foram removidos, mas a fuselagem e as asas do Seeadler permanecem no local e são uma atração para mergulhadores.
- Alguns componentes do Seeadler, incluindo o cockpit, instrumentos do painel e uma hélice, estão em exposição no Museu de Guerra de Narvik; outra hélice pode ser vista no aeroclube em Bodø, Noruega.[5]

### Imagens
- Do 26 Seeadler...
- ...ancorado (c. 1938).
- Visão interna da cabine.